# Rob & Big
Rob & Big is een Amerikaans realityprogramma, dat het leven volgt van skateboarder Rob Dyrdek en zijn lijfwacht Christopher "Big Black" Boykin.
De show ging in première op 4 november 2006 en eindigde op 23 april 2008. De show hielp de zender MTV2 zijn hoogtepunt te bereiken op 15 januari 2007. Het eerste seizoen had meer dan 70 miljoen kijkers. Het programma volgt Rob & Big die een taak moeten uitvoeren in hun dagelijks leven, zoals een paard kopen of records van het Guinness World Records breken. Gratis ijs uitdelen op straat en kleding geven aan de zwervers in Los Angeles. Racen met scooters door de straten van Los Angeles.
De serie kwam ten einde omdat Boykins vriendin zwanger werd en hij zich op het vaderzijn moest concentreren.

## Cast
- Rob Dyrdek - Professioneel skateboarder
- Christopher Boykin - lijfwacht, Robs beste vriend
- Chris "Drama" Pfaff - Robs neef en assistent
- Reshawn "Bam Bam" Davis - Bodyguard, Big Blacks vriend
- Meaty - Robs buldog
- Mini Horse - Robs paard